# 七尾市コミュニティバス

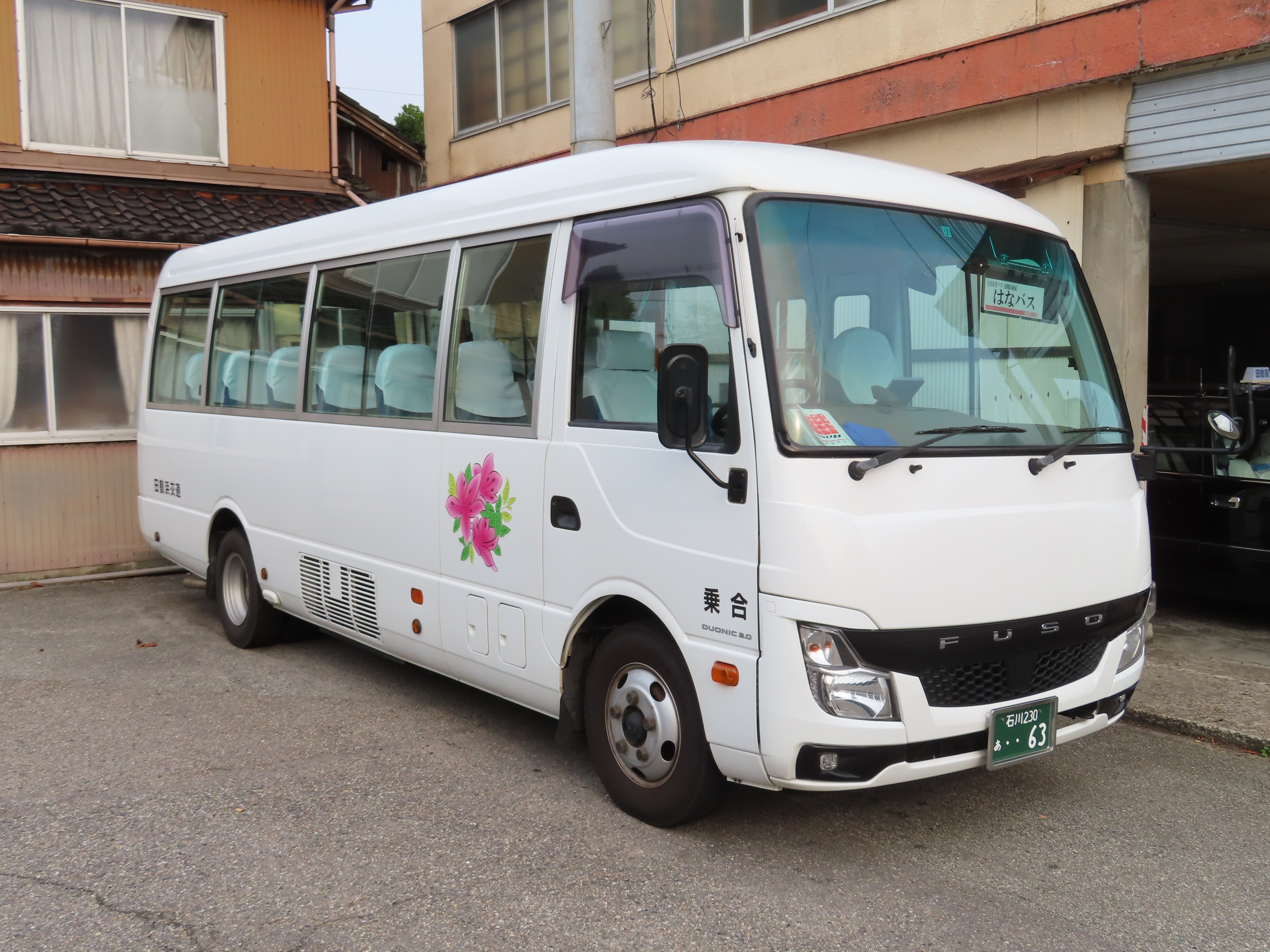
田鶴浜地域コミュニティバス「はなバス」
現行車両（三菱ふそう・ローザ）

七尾市コミュニティバス（ななおしコミュニティバス）は、石川県七尾市が運行するコミュニティバスである。
北陸鉄道（北鉄バス）の能登地区における経営合理化により、七尾市周辺のバス路線が削減されたことに伴い、廃止代替として七尾市ではコミュニティバス運行を開始した。同様の理由で、鹿島郡田鶴浜町、中島町、能登島町の3町もコミュニティバスの運行を開始した。
2004年（平成16年）の市町村合併による新・七尾市の発足に伴い、旧3町のコミュニティバスは七尾市へ継承された。

## 路線

### 七尾エリア

#### ななおコミュニティバス「ぐるっとセブン」
市内を循環するコミュニティバスとして、ななおコミュニティバス「ぐるっとセブン」が運行されている。
西コースと東コースの2路線が運行される。運賃は170円 - 350円。西コース早朝便はスクールバスの意味合いが強く、土休日および小学校の休業期間（春季：3月25日 - 4月4日、夏季：7月21日 - 8月31日、冬季：12月25日 - 1月7日）は運休となる。
- 西コース（市内循環）通常便：七尾駅前 - 桧物町 - 能登食祭市場 - 寿町 - 恵寿総合病院前 - 小島橋 - 小丸山台1丁目 - 小丸山台2丁目 - 小丸山台3丁目 - 能登総合病院 - 小丸山台3丁目 - フローリア前 - 松百新町 - 赤浦町 - 馬場橋口 - 直津町 - 青山彩光苑前 - 青山町口 - 池崎中 - 西池崎 - 高階保育園前 - JA高階店前 - 西三階中 - 西三階 - 東三階 - 旭町 - 盤若野 - 池崎 - 西池崎 - 池崎中 - 青山町口 - 青山彩光苑前 - 直津町 - 馬場橋口 - 赤浦町 - 松百新町 - フローリア前 - 小丸山台3丁目 - 能登総合病院 - 小丸山台3丁目 - 小丸山台2丁目 - 小丸山台1丁目 - 小島橋 - 恵寿総合病院前 - 寿町 - 能登食祭市場 - 桧物町 - 七尾駅前
- 西コース（市内循環）早朝便：直津町 - 馬場橋口 - 赤浦町 - 松百新町 - フローリア前 - 小丸山台3丁目 - 能登総合病院 - 小丸山台3丁目 - 小丸山台2丁目 - 小丸山台1丁目 - 小島橋 - 恵寿総合病院前 - 寿町 - 能登食祭市場 - 桧物町 - 七尾駅前
- 東コース（市内循環）：七尾駅前 - 川原町 - 本府中町 - サンライフプラザ前 - 鵬学園高校前 - 天神川原 - グランド前 - 後畠 - グランド前 - 子ども交流センター前 - 小池川原町 - 南ケ丘 - アクティブタウン千野 - 千野町 - 国下町 - 八田町 - 中挟町 - 更正園前 - 八幡町 - 八幡公民館前 - 国分公民館口 - 中川原 - 藤橋 - 岩屋町 - 能登総合病院 - 小丸山台3丁目 - 小丸山台2丁目 - 小丸山台1丁目 - 小島橋 - 恵寿総合病院前 - 寿町 - 能登食祭市場 - 桧物町 - 七尾駅前

#### 市内循環バス「まりん号」

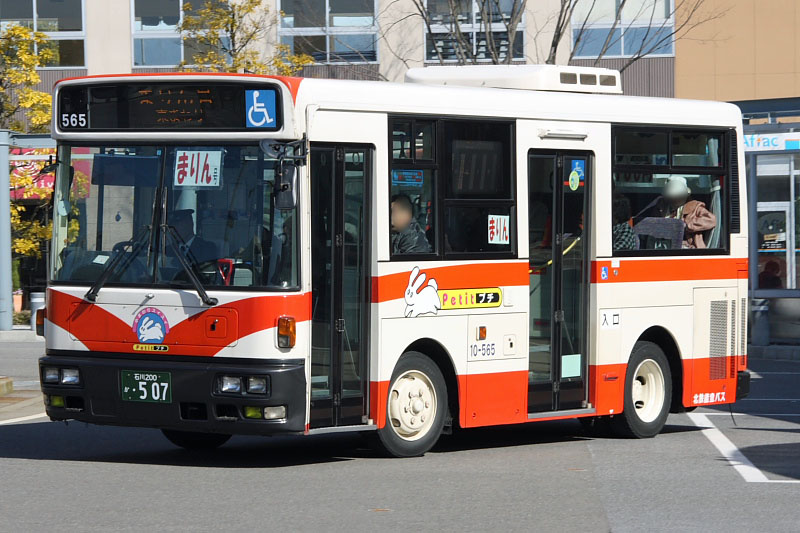
七尾市コミュニティバス「まりん号」
過去の車両（日産ディーゼル・RN）

市の中心部を循環するコミュニティバスとして、市内循環バス「まりん号」が運行されている。
1998年7月運行開始。東回りと西回りの2路線が運行される。運賃は100円。東回りと西回りを通しで乗ることも可能で、その場合の追加運賃は不要。
丸一観光と北鉄能登バス（旧：七尾バス）に1年交代で運行委託している。
車両は運行開始時より、日野車体製の小型バス（日野・リエッセ）がピンクの専用塗装を施され使用されていた。2008年4月現在、北鉄能登バス所有の日産ディーゼル製の小型バス（日産ディーゼル・RN）に代替されていた。
- 西回り：JR七尾駅 - サンライフプラザ - 能登国分寺公園 - 城山運動公園 - 万行町 - ミナ.クル
- 東回り：JR七尾駅 - 能登総合病院 - 七尾美術館前 - 小丸山公園下 - 小島橋 - 能登食祭市場 - 府中町 - ミナ.クル - JR七尾駅

#### ちょっこり山歩きバス「やまびこ号」
JR七尾駅から「ふれあいセンター山びこ荘」へのアクセス便として、ちょっこり山歩きバス「やまびこ号」が運行されている。
運賃は大人300円、高校生100円、中学生以下無料。午前便と午後便の2路線が運行される。
- 午前便：JR七尾駅 - ふれあいセンター山びこ荘 - JR七尾駅
- 午後便：JR七尾駅 - 徳田小学校 - ふれあいセンター山びこ荘 - JR七尾駅 - 滝尻車庫前

### 田鶴浜エリア
旧田鶴浜町が運行していたコミュニティバスを引き継ぎ、田鶴浜地域コミュニティバス「はなバス」が運行されている。
田鶴浜交通に運行を委託している。
料金は一律100円で小学生未満は無料である。障害者割引はない。午前に2便、午後に2便運行されている。１便目は田鶴浜駅発着だが、残りの3本はJA田鶴浜を出発し、田鶴浜診療所に到着する。また、第４便は最後に田鶴浜駅に到着する運行形態になっている。土日及び１２月２９日から１月３日までの年末年始は運休している。
また、相馬地区と大津北ゴミステーション前バス停から大津町集会所前バス停までの区間はフリー乗降区間となっている。

### 中島エリア
旧中島町が運行していたコミュニティバスを引き継ぎ、中島げんきバスが運行されている。
料金は一律100円で小学生未満は無料である。障害者割引はない。運行形態は地域ごとに分かれている。地域と形態は以下の通り。
- 豊川方面[9] ルートは通常コース、朝便・夜便があり、土日及び１２月２９日から１月３日までの年末年始は運休している。 　
  - 通常コース：萩谷バス停 - 能登中島駅 - 中島地区コミュニティセンター前 - すこやか  　　　　　　　：すこやか - 能登中島駅 - 萩谷バス停  　　　　　　　：すこやか - 能登中島駅 - 萩谷バス停 - 中島地区コミュニティセンター前 - すこやか  通常コースは1日4便で主に上記のルートで運行される。
  - 朝便：萩谷バス停 - 能登中島駅
  - 夜便：中島地区コミュニティセンター前 - 萩谷バス停  朝便・夜便は基本的に1日にそれぞれ1本ずつであり、増発などは基本的にはない。また通常コースとは違い、商店街は通らない。

- 笠師保方面 ルートは通常コース、朝便・夜便があり、土日及び１２月２９日から１月３日までの年末年始は運休している。 　・通常コース：筆染神社前 - 笠師保駅 - 能登中島駅 - すこやか 　　　　　　　：すこやか - 能登中島駅 - 笠師保駅 - 大覚寺前バス停 　　　　　　　：すこやか - 能登中島駅 - 笠師保駅 - 上笠師集会所 - 能登中島駅 - すこやか 通常コースは1日4便で、主に上記のルートで運行される。 　・朝便：上笠師集会所 - 笠師保駅 　・夜便：笠師保駅 - 上笠師集会所 朝便・夜便は基本的に1日にそれぞれ1本ずつであり、増発などは基本的にはない。また通常コースとは違い、商店街は通らない。
- 釶打・熊木方面| [icon] | この節の加筆が望まれています。 （2025年2月） |
- 西岸方面 ルートは通常コース、朝便・夜便があり、土日及び１２月２９日から１月３日までの年末年始は運休している。 　・通常コース：田岸バス停 - 西岸駅 - 中島地区コミュニティセンター - 能登中島駅 - すこやか 　　　　　　　：すこやか - 能登中島駅 - 中島地区コミュニティセンター - 西岸駅 - 田岸バス停 　　　　　　　：すこやか - 中島地区コミュニティセンター - 田岸バス停 - 西岸駅 - 能登中島駅 - すこやか 通常コースは1日4便で、主に上記のルートで運行される。 　・朝便：田岸バス停 - 西岸駅 - 能登中島駅 　・夜便：中島地区コミュニティセンター - 能登中島駅 - 西岸駅 - 田岸バス停 - 横見集会所 朝便・夜便は基本的に1日にそれぞれ1本ずつであり、増発などは基本的にはない。また通常コースとは違い、商店街は通らない。

- いやしの湯直行便 1：すこやか - いやしの湯 2：いやしの湯 - すこやか

2025年現在、すべての便が運休している。

### 能登島エリア
旧能登島町が運行していたコミュニティバスを引き継ぎ、能登島交通が運営している路線バスがある。
- 料金 基本の料金は三角表になっておりそれぞれの路線によって料金が異なる。[12]全区間で子供運賃が適応され、小学生以下は小児運賃により大人運賃の半額で、10円未満を四捨五入する。ただし、大人と同乗する場合は一人まで無償であり、2人目からは小児運賃を支払うことになる。また、幼児・乳児は無料である。障害者割引は身体障害者手帳、療育手帳、精神保健福祉手帳、児童福祉法の適用を受けている人は基本の料金から5割引となる。

- 路線[13] 市内を走る路線は合計6つある。能登半島地震の影響で一部運休していたが、令和6年6月3日より全線運行を再開した。 　 ・曲線（のとじま臨海公園行き）＊1 ・曲線（公立能登総合病院行き）＊2 ・南線（南行き）＊3 ・南線（公立能登総合病院行き）＊4 ・祖母ケ浦線（公立能登総合病院行き）＊5 ・祖母ケ浦線（祖母ケ浦行き）＊6
- 便数[13] ＊1：1日8本（午前3本、午後5本）であり最終便は土日祝運休。途中の停留所で他の便に接続できる。 ＊2：1日8本（午前4本、午後4本）であり、基本運休日はない。初便と第２便は一部止まらない停留所がある。途中の停留所で他の便に接続できる。 ＊3：1日6本（午前1本、午後6本）であり、最終便は土日祝運休。途中の停留所で他の便に接続できる。 ＊4：1日6本（午前3本、午後3本）であり、最終便は接続便として運行されている。初便とだい２便は一部止まらない停留所がある。途中の停留所で他の便に接続できる。 ＊5：1日5本（午前3本、午後2本）であり、基本的運休はない。初便と第２便は一部止まらない停留所がある。途中の停留所で他の便に接続できる。 ＊6：1日5本（午前0本、午後5本）であり、最終便は土日祝運休。途中で他の路線と接続できる。